# Rød vari
Den røde vari (Varecia rubra) er en halvabe i familien af ægte lemurer. Den lever endemisk på øen Madagaskar ligesom sin nære slægtning sort-hvid vari, men findes kun i regnskov i Nationalpark Masoala. Rød vari betragtes som kritisk truet af udryddelse.